# Parsteinsee
Parsteinsee is een gemeente in de Duitse deelstaat Brandenburg, en maakt deel uit van het Landkreis Barnim.
Parsteinsee telt 547 inwoners.
De plaats ligt aan de oostelijke oever van de Parsteiner See, ongeveer 21 kilometer noordoostelijk van Eberswalde.

## Geschiedenis
De gemeente is ontstaan op 1 maart 2002 door de vrijwillige fusie van de toenmalige zelfstandige gemeenten Lüdersdorf en Parstein.

## Indeling gemeente
De volgende Ortsteile maken deel uit van de gemeente:
- Lüdersdorf
- Parstein

## Natuur
De gemeente ligt gedeeltelijk in het Biosfeerreservaat Schorfheide-Chorin.